# Ledebouria rupestris
Ledebouria rupestris är en sparrisväxtart som först beskrevs av Van der Merwe, och fick sitt nu gällande namn av Stephanus Venter. Ledebouria rupestris ingår i släktet Ledebouria och familjen sparrisväxter. Inga underarter finns listade i Catalogue of Life.